# Hoplopheromerus guangdongi
Hoplopheromerus guangdongi là một loài ruồi trong họ Asilidae. Hoplopheromerus guangdongi được Tomasovic miêu tả năm 2006. Loài này phân bố ở vùng Cổ Bắc giới và châu Á.